# Carpophthoromyia flavofasciata
Carpophthoromyia flavofasciata är en tvåvingeart som beskrevs av Meyer 2006. Carpophthoromyia flavofasciata ingår i släktet Carpophthoromyia och familjen borrflugor.
Artens utbredningsområde är Kamerun. Inga underarter finns listade.